# Mercury-Redstone 1A

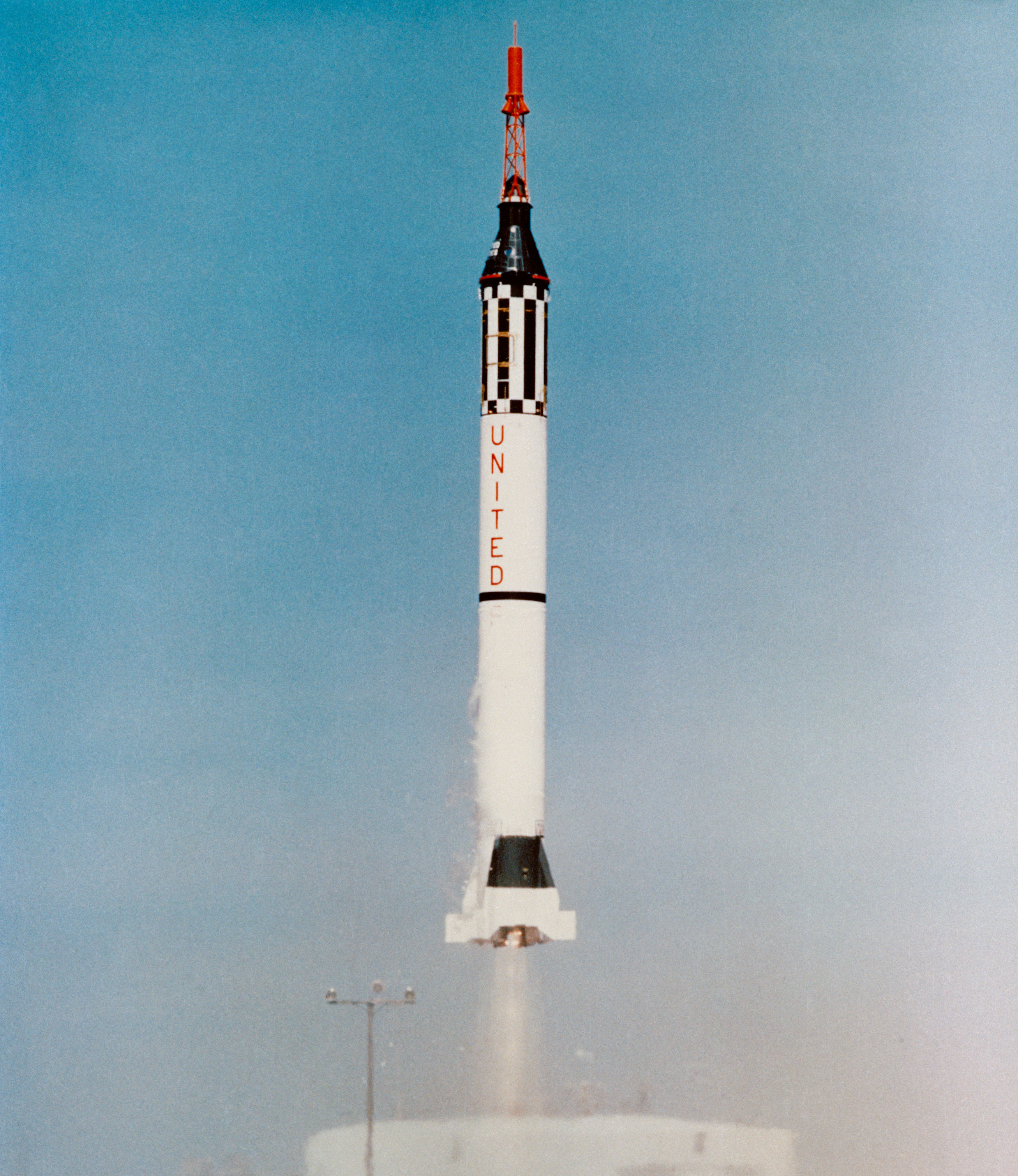
Start mise MR-1A

Mercury-Redstone 1A (MR-1A) byl suborbitální testovací let, jednalo se o opakování neúspěšného testu Mercury-Redstone 1. Tentokrát již vše probíhalo podle plánu a test všechny testované části prokázaly svou funkčnost. Hlavním úkolem testu bylo ověření spolehlivost kombinace kosmické lodi Mercury a rakety Redstone, což zahrnovalo rychlost v poháněné fázi letu až Mach 6, přibližně pětiminutový stav beztíže a následné přetížení až 11 g při návratu a průletu atmosférou. Dále se měly otestovat rakety kapsle Mercury ve směru letu pro budoucí orbitální manévry (posigrade rockets), automatický stabilizační systém (ASCS) a reaktivní řídící systém (RCS). V konečné fázi letu měly být otestovány systémy pro sledování dopadu a radiové určení polohy pro vyzvednutí kapsle. Raketa udělila kapsli rychlost 8296 km/h, což je o trochu více než se čekalo ale jinak byly všechny měřené veličiny v normě a let proběhl hladce. Kapsle dosáhla výšky 210 km a dopadla do atlantského oceánu 397 km od místa startu. Kapsli vylovil vrtulník o 15 minut později. Sériové číslo kapsle bylo #2, byla to stejná kapsle jako při předchozím letu Mercury-Redstone 1.

## Průběh letu
| T+ Čas     | Akce                                    | Popis |
| ---------- | --------------------------------------- | --- |
| T+00:00:00 | Start                                   | Mise Mercury-Redstone odstartovala, start palubních hodin.                                                                   |
| T+00:00:16 | Programově řízený vzestup               | Redstone mění úhel stoupání z 90°na 45° rychlostí 2 stupně za sekundu.                                                       |
| T+00:00:40 | Konec programu stoupání                 | Redstone úhel stoupání 45°.                                                                                                  |
| T+00:01:24 | Maximální aerodynamický tlak            | Maximální aerodynamický tlak ~28 kPa.                                                                                        |
| T+00:02:20 | BECO (Booster Engine Cut Off)           | Odstavení motoru rakety Redstone, dosaženo rychlosti 8296 km/h                                                               |
| T+00:02:22 | Odhození věže                           | Odhození věže únikového systému, již není potřebná.                                                                          |
| T+00:02:24 | Oddělení kapsle Mercury                 | Odpálení raket ve směru letu, dosaženo oddělovací rychlosti 4.6 m/s.                                                         |
| T+00:02:35 | Otočný manévr                           | ASCS systém otočil kapsli o 180°, tepelný štít natočen dopředu . Nos je nastaven na úhel 34° do pozice pro zpětný zážeh.     |
| T+00:05:00 | Apogeum                                 | Apogeum přibližně 210 kilometrů.                                                                                             |
| T+00:05:15 | Zpětný zážeh                            | Tři zpětné rakety jsou v intervalech po 5 sekundách postupně odpáleny, každá na 10 sekund. Dosaženo Delta-V -168 m/s.        |
| T+00:05:45 | Zatažení periskopu                      | Periskop je zatažen automaticky.                                                                                             |
| T+00:06:15 | Odhození zpětných raket                 | Minutu po zážehu jsou rakety odhozeny, tepelný štít je čistý a připravený pro vstup do atmosféry.                            |
| T+00:06:20 | Nastavení pozice pro vstup do atmosféry | ASCS nastavuje úhel nosu na 34°.                                                                                             |
| T+00:07:15 | .05 G Manévr                            | ASCS detekuje vstup do atmosféry, nastavena rotace kapsle 10°/s pro stabilizaci během průletu atmosférou.                    |
| T+00:09:38 | Vypuštění stabilizačních padáků         | Vypuštěny ve výšce 6.7 km, klesání zpomaleno na 111 m/s, stabilizace kapsle.                                                 |
| T+00:09:45 | Vytažen šnorchl                         | Šnorchl přivádí čerstvý vzduch do kabiny, je vytažen ve výšce 6 km. Pohotovostní zásoba kyslíku je požita k chlazení kabiny. |
| T+00:10:15 | Vypuštění hlavního padáku.              | Vypuštění ve výšce 3 km, rychlost pádu je snížena na 9 m/s.                                                                  |
| T+00:10:20 | Vypuštění přistávacího polštáře.        | Odhození tepelného štítu. |
| T+00:10:20 | Vypuštění zbylého paliva                | Automatické vypuštění peroxidu vodíku z nádrží.                                                                              |
| T+00:15:30 | Dopad do vody                           | Přistání na vodě, asi 400 km od místa startu.                                                                                |
| T+00:15:30 | Záchranné vybavení rozloženo.           | Vypuštěno zelené barvivo, radiový maják a anténa.                                                                            |